# 信さん
『信さん』（しんさん）は、辻内智貴による日本の小説。単行本は2003年8月27日に小学館から刊行され、2007年8月7日に小学館文庫より文庫化された。表題作「信さん」と短編小説「遥い町」の昭和30年代を舞台にした2編の作品が収められている。

## あらすじ
昭和38年、美智代とその息子・守は東京から故郷である福岡の炭鉱町に戻ってきた。ある日、守は地元の悪ガキたちからいじめられていたところを信さんという少年に助けられる。両親を亡くし叔父夫婦に育てられそれまで周りから厄介もののような扱いを受けてきた信さんであったが、この事件をきっかけにあたたかく接してくれる美智代のやさしさに触れ、はじめて自分を認めてくれた美智代に対してやがて特別な感情を抱くようになる。

## 映画
『信さん・炭坑町のセレナーデ』（しんさん・たんこうまちのセレナーデ）のタイトルで2010年11月27日公開。撮影は2008年の秋に福岡県をはじめとする九州の各地でオールロケが行われ、その後しばらく公開予定は未定だったが、2010年5月15日に福岡で、全国に先がけ先行公開されることが決定した。原作者、監督、俳優、エキストラと多くの福岡県出身者が参加している。小雪と池松壮亮は映画『ラスト サムライ』以来の親子役共演となる。
雑誌『ぴあ』調査の映画満足度ランキングでは1位を獲得し、全国31スクリーンという小規模公開ながら、2010年11月27,28日初日の映画観客動員ランキング（興行通信社調べ）で初登場第14位と好成績になった。
また、2010年11月からフランスのKINOTAYO映画祭で上映され、「観客賞」と「最優秀映像賞」をダブル受賞した。英題は『FORGET ME NOT』。
厚生労働省社会保障審議会が推薦する児童福祉文化財の1つに選ばれている。

### キャスト
- 辻内美智代：小雪
- 辻内守：池松壮亮（少年期：中村大地）
- 中岡信一：石田卓也（少年期：小林廉）
- 李英男（リー・ヨンナム）：柄本時生（少年期：肥田大輝）
- 中岡美代：金澤美穂（少女期：岡田流南）
- 谷村庄治：河原さぶ
- 矢田昌平：池田成志
- 富元源三：外波山文明
- 大浦寿美子：江口のりこ
- 河村鈴子：平田敦子
- 斉藤勝行：山本浩司
- 高島雅彦：福田転球
- 黒木紀子：占部房子
- 中岡大輔：光石研
- 須藤典男：村上淳
- 渡辺久仁子：中尾ミエ
- 李重明（リー・シゲアキ）：岸部一徳
- 中岡はつ：大竹しのぶ

### スタッフ
- 監督：平山秀幸
- 脚本：鄭義信
- 原作：辻内智貴『信さん』(小学館刊)
- プロデューサー：藤田義則、宮内眞吾
- 企画：近藤晋
- 撮影：町田博
- 照明：木村太朗
- 美術：安宅紀史
- 録音：小松将人
- 編集：洲崎千恵子
- 音楽：安川午朗
- ラインプロデューサー：宿崎恵造
- アソシエイト・プロデューサー：三宅はるえ
- 装飾：天野竜哉
- 衣裳：岩崎文男
- ヘアメイク：根本佳枝
- 特殊効果：岸浦秀一
- スクリプター：近藤真智子
- 音響効果：斎藤昌利
- VFXスーパーバイザー：石井教雄
- 助監督：成瀬朋一
- 製作担当：根津文紀
- 主題歌：中孝介『愛しき人へ』
- 協賛：日本野菜ソムリエ協会、はせがわ
- 制作プロダクション：フェローピクチャーズ
- 製作委員会：電器堂、フェローピクチャーズ
- 配給：ゴールドラッシュ・ピクチャーズ